# Маскар (род)
Маскар (каз. масқар) — казахский род, являющийся одним из двенадцати подразделений племени байулы в составе Младшего жуза. Род делится на два подрода куттыкадам, масак.

## История
По историческим данным в средние века род Маскар был в составе тюркских племен живших в Западной Монголии. У рода Маскар обнаруживается совпадения названии племен с каракалпаками и кочевыми узбеками. У рода Шанышкылы Старшего жуза есть подрод Маскар. По записям Потанина среди семи родов ныне монголизированных тюрков Хотонцев имеется род Маскар. До революции 1917 года численность населения рода составлял 20 тысяч человек.
Байулы наряду с алимулы представляют собой одно из двух крупных родоплеменных групп в составе алшынов. Рядом авторов аргументирована точка зрения о тождестве алшынов и алчи-татар, живших в Монголии до XIII в. Согласно шежире, приводимому Ж. М. Сабитовым, все алшынские роды в составе байулы и алимулы происходят от Алау из племени алшын, жившего в XIV в. во времена Золотоордынского хана Джанибека.
Судя по гаплогруппе C2-M48, выявленной в том числе и у маскар, прямой предок алшынов по мужской линии происходит родом с Восточной Азии (близка калмыкам и найманам рода сарыжомарт), но не является близким нирун-монголам (субклад С2-starcluster). Генетически племенам алимулы и байулы из народов Центральной Азии наиболее близки баяты, проживающие в аймаке Увс на северо-западе Монголии.

## География расселения
Территориальное расселение: Западно-Казахстанская область, Астраханская область Российской Федерации, и в Венгрии.

## Численность
До революции 1917 года численность населения рода составлял 20 тысяч человек.

## Подразделения
Род делится на три подрода Куттыкадам, Масак, Бабаназар